# Космическая биология
Космическая биология (космобиология, в англоязычной литературе - bioastronautics) — наука, изучающая возможности жизни в условиях космического пространства и при полётах на космических летательных аппаратах, а также принципы построения биологических систем обеспечения жизнедеятельности членов экипажей космических кораблей и станций. Рассматривает отсутствие влияния на организм силы тяжести, возможность существования организмов в вакууме и т. п. Изучает физиологические и психологические эффекты на людей, необходимые для выживания и процветания в внеземных средах. Объединяет области биологии, медицины и инженерии для решения проблем и возможностей, которые представляет космическая исследование.
Космическая биология изучает влияние космического полёта на различные организмы, включая людей, мышей, насекомых, растения и микробы, а также обезьян, кальмаров и черепах.  Для исследований используются модельные организмы, например, грызуны (в рамках программ NASA Rodent Research и JAXA Mouse Habitat Unit) для изучения влияния космоса на здоровье человека.  Данио, рыбы медака, дрозофилы и черви помогают понять воздействие микрогравитации и других факторов космического стресса. Растения используются в качестве моделей для изучения космического сельского хозяйства и гравитропизма с целью производства продуктов питания и кислорода в космосе.
Космическая биология также изучает космический нейроокулярный синдром и повышенный риск сердечно-сосудистых заболеваний. Изоляция и ограниченность, а также недостаток новизны, присутствующие во время длительных миссий, могут привести к психологическим проблемам, включая тревожность, депрессию и когнитивный спад.
В глубоком космосе биологические организмы подвергаются воздействию ионизирующего излучения (галактических космических лучей и солнечных частиц) и пониженной гравитации, что вызывает повреждения ДНК, образование активных форм кислорода, мышечную атрофию и потерю костной массы. На клеточном уровне микрогравитация влияет на экспрессию генов и пути роста клеток, нарушает гравитропизм у растений и увеличивает вирулентность и антибиотикорезистентность у бактерий. Для изучения воздействия космической среды на биологические организмы необходимы реальные космические миссии, поскольку наземные симуляции не способны полностью воспроизвести комбинированные эффекты радиации и микрогравитации.

### Астробиология и космическая биология
Астробиология и космическая биология различаются по назначению: астробиология ищет жизнь за пределами Земли, а космическая биология изучает адаптацию земных организмов к космическим условиям Астробиология изучает происхождение, эволюцию и распространение жизни во Вселенной, фокусируясь на поиске внеземных форм жизни и исследовании биосигнатур в экстремальных средах. Космическая биология исследует влияние факторов космического полёта – микрогравитации, ионизирующего излучения и изоляции – на земные организмы, проводя эксперименты на космических станциях и в наземных лабораториях для обеспечения здоровья космонавтов.

## История развития
Первая попытка послать живые организмы в космос принадлежит советскому учёному Г.Г. Фризену (1935). Позже в том же году подобное совершили и американские исследователи. С каковых опытов, как отмечают, и начался первый этап космических биологических исследований.
Владимир Иванович Яздовский (1913-1999) внес фундаментальный вклад в развитие космической биологии и медицины, обосновав использование беспородных собак для космических полетов и создав уникальную систему их отбора и подготовки. Под его руководством в 1951-1961 гг. реализованы четыре этапа медико-биологических исследований: от пусков одноступенчатых ракет на высоту 100,8 км до орбитальных полетов на кораблях "Восток", включая исторический полет Лайки в 1957 г. и успешное возвращение Белки и Стрелки в 1960 г., что доказало возможность безопасного пребывания и возвращения живых организмов из космоса.
В 1959 году Яздовский, будучи заместителем начальника Института авиационной и космической медицины, создал первую в мире систему профессионального отбора и подготовки космонавтов. Он координировал работу между различными учреждениями (Центральный научно-исследовательский авиационный госпиталь, Центральная врачебно-летная комиссия, Центр подготовки космонавтов) и руководил медико-биологическим обеспечением серии орбитальных полетов 1960-1961 гг., непосредственно подготовивших исторический полет Юрия Гагарина 12 апреля 1961 года.
NASA не проводила биологические эксперименты за пределами низкой околоземной орбиты (LEO) с миссии Аполлон-17 в 1972 году. С того времени все долгосрочные миссии, включая экспедиции на Международную космическую станцию (МКС), ограничивались только низкой околоземной орбитой.
В 2006 году Исследовательский центр NASA Эймс положил начало новой эре биологических исследований в космосе с появлением биологических CubeSat (спутников размером 10×10×10 см). GeneSat-1 стал первым полностью автоматизированным биологическим CubeSat, после чего NASA Эймс разработал еще несколько биологических мини-спутников, каждый из которых совершенствовал технологии предыдущего: PharmaSat (2009), O/OREOS (2010), SporeSat (2014), DIDO-2 (2017), EcAMSat (2017), DIDO-3 (2020).
Микрофлюидные чипы нашли широкое применение для проведения микробиологических экспериментов в условиях микрогравитации. В 2006 году США доставили на МКС портативную систему лаборатория на чипе с диагностическим устройством и зондом для биологических исследований здоровья астронавтов и мониторинга среды корабля. К 2009 году на станции начали использовать ДНК-микрочипы для детекции грамотрицательных бактерий и грибов, параллельно внедряя микрофлюидные технологии для культивирования клеток и анализа белков в космосе. Знаковым событием стал 2011 год, когда разработанный Пекинским технологическим институтом микрофлюидный амплификатор ДНК на борту корабля «Шэньчжоу-8» успешно провёл орбитальный генетический эксперимент — первый в истории китайской космонавтики случай применения данной технологии в космической среде с реализацией детекции результатов непосредственно на орбите. В 2017 году китайские исследователи разместили ПЦР-анализатор микрофлюидного типа на модуле МКС для изучения мутаций двадцати генов под воздействием факторов космоса
Миссия NASA Artemis I, запущенная в ноябре 2022 года, включала несколько биологических экспериментов, направленных на изучение влияния дальнего космоса на живые организмы. CubeSat BioSentinel исследовал в глубоком космосе воздействие космической радиации на дрожжевые клетки, а полезная нагрузка BioExpt-1 содержала эксперименты с арабидопсисом, водорослями, дрожжами и грибами для анализа воздействия радиации на ДНК и биологические процессы.

## Микрогравитация
Микрогравитация оказывает многообразное и глубокое влияние на живые организмы, затрагивая практически все биологические системы. У человека наблюдаются такие негативные эффекты как потеря костной и мышечной массы, изменения в иммунной, нервной и зрительной системах, повышенный риск сердечно-сосудистых заболеваний и нейроокулярный синдром, связанный с космическими полетами. Микроорганизмы в условиях микрогравитации демонстрируют изменения в физиологии клеток, экспрессии генов, разнообразии сообществ, устойчивости к антибиотикам, формировании биопленок и вирулентности. У растений наблюдаются изменения в гравитропизме и развитии. Изучение этих эффектов имеет критическое значение не только для обеспечения безопасности длительных космических полетов, но и для понимания фундаментальных биологических процессов, а также для разработки медицинских технологий, применимых на Земле. Изучением влияния гравитации на живые организмы занимается гравитационная биология.

### Влияние на сетчатку глаза
Влияние космических полетов на сетчатку глаза человека и других позвоночных изучается более полувека. Около 60% астронавтов, находящихся на орбите около шести месяцев, и 29% астронавтов, участвовавших в двухнедельных полетах на шаттлах, испытывают значительные изменения зрения. Наблюдаются такие изменения, как отек диска зрительного нерва, уплощение глазного яблока и складки сосудистой оболочки. Эксперименты на животных, таких как крысы и мыши, подтверждают негативное влияние микрогравитации и космической радиации на сетчатку, включая окислительный стресс, повышенную продукцию активных форм кислорода и гибель клеток. В экспериментах с головастиками лягушек и эмбрионами японских перепелов наблюдались аномалии развития глаз. В то же время, исследования регенерации сетчатки у тритонов показали ускоренное восстановление в условиях микрогравитации. В исследованиях in vitro с использованием клеток сетчатки человека и грызунов подтверждается негативное влияние микрогравитации на различные типы клеток сетчатки.

## Биология животных в космосе
Космическая биология животных изучает механизмы адаптации животных к условиям космического полёта, включая микрогравитацию, изменённые циклы освещённости (например, 16 восходов/закатов в сутки на МКС) и радиационное воздействие. Основная цель — выявление фундаментальных принципов перестройки биологических систем (от клеточного до организменного уровня) при переходе из земных условий в космические, а также разработка стратегий минимизации негативных эффектов для долгосрочных миссий. В качестве моделей используются позвоночные (грызуны: мыши, крысы) и беспозвоночные (нематоды, насекомые) с хорошо изученными геномами, что позволяет анализировать генетические, физиологические и поведенческие реакции. Ключевые направления включают: динамику адаптационных процессов (усиление/ослабление эффектов со временем), обратимость изменений после возвращения на Землю, превентивные меры против негативных последствий и создание условий для многолетнего пребывания организмов в космосе с сохранением здоровья. Полученные данные применяются как для обеспечения безопасности астронавтов, так и для решения медицинских задач на Земле, включая моделирование стрессовых состояний и нейродегенеративных заболеваний.

## Космическая микробиология
Космическая микробиология изучает жизнь микроорганизмов в космосе, включая микрофлору человека и среду обитания на космических кораблях и станциях. Для долгосрочного пребывания человека в космосе и здоровья астронавтов критически важно понимание взаимосвязи между микробным разнообразием, химическими воздействиями и здоровьем человека.
Растущий интерес к микробиому астронавтов обусловлен уникальными космическими условиями, вызывающими значительные изменения в микробных сообществах и негативно влияющими на здоровье людей и растений, причем применение пре- и пробиотиков рассматривается как потенциальное решение для поддержания микробного баланса. Космический полет воздействует на микроорганизмы как внутри человеческого организма, так и в окружающей среде корабля, изменяя их клеточную физиологию, экспрессию генов, разнообразие сообществ, антибиотикорезистентность, дифференцировку, образование биопленок и взаимодействие с хозяином. Изменения кишечного микробиома, нарушения иммунной системы и повышенная вирулентность патогенов представляют существенные риски для космических миссий.
С 2010 года проведены многочисленные исследования клеточных и молекулярных процессов в условиях микрогравитации, включая девять космических и восемь наземных экспериментов. Основное внимание уделялось изучению иммунной дисфункции, динамики органелл и гравитационных реакций организмов. Ключевым направлением стало исследование подавления активации Т-лимфоцитов — центральных клеток адаптивного иммунитета. Работа группы М. Хьюз-Фулфорд выявила ингибирование сигнального пути Rel/NF-κB в условиях микрогравитации, что связано со снижением экспрессии генов, регулируемых фактором некроза опухоли (TNF). Эти данные объясняют нарушения иммунного ответа в космической среде. Параллельно изучалась роль вакуолей и цитоскелета в гравитропизме растений. Исследование М. Рохас-Пирс продемонстрировало, что мутации в белках вакуолярного транспорта нарушают формирование центральной вакуоли, приводя к образованию множественных органелл. Это коррелирует с дефектами осаждения амилопластов и гравитационных реакций. Методами флуоресцентной микроскопии установлена зависимость слияния вакуолей от фосфоинозитидов.

### Микробиология МКС
Международная космическая станция (МКС) представляет собой уникальную искусственную среду обитания, полностью изолированную от Земли. Исследование микробного и химического состава такой среды критически важно для понимания рисков, связанных с длительным пребыванием человека в космосе, а также для разработки стратегий по поддержанию здоровья космонавтов.
За период многолетней эксплуатации МКС проведен обширный микробиологический мониторинг среды обитания, включающий более 800 проб воздуха и поверхностей интерьера и оборудования обитаемых отсеков. В результате исследований выявлено свыше 85 видов микроорганизмов, среди которых доминируют представители человеческой микрофлоры (роды Staphylococcus, Corynebacterium, Micrococcus), спорообразующие бактерии рода Bacillus, грамотрицательные неферментирующие бактерии, а также разнообразные грибы, преимущественно родов Aspergillus, Penicillium и Cladosporium.
В 2025 году проведено масштабное исследование и подробное картирование микробной и химической среды космического обитаемого пространства, охватывающее 803 образца поверхностей и контрольных проб с Международной космической станции (МКС). Полученные данные включают более 31 миллиона 16S последовательностей, 3,7 миллиарда метагеномных ридов и около 21 000 химических соединений, что примерно в 100 раз превышает объем предыдущих исследований. Филогенетический анализ выявил, что доминирующими микроорганизмами на МКС являются бактерии рода Staphylococcus (Firmicutes) и Pantoea_A_679409 (Proteobacteria). Это космополитичные микроорганизмы, широко распространенные на поверхностях станции.

#### Микробные профили модулей МКС
Исследование показало, что разные модули МКС обладают уникальными микробными сигнатурами, зависящими от их функционального назначения. Анализ альфа-разнообразия выявил значительные различия между модулями, причем примечательно, что связанные между собой модули могут существенно отличаться по микробному составу, что указывает на влияние характера использования модулей, а не только условий окружающей среды. Основным источником микробов на МКС является человеческая кожа (медианный вклад = 0,726), что согласуется с данными о помещениях на Земле. Однако характер использования модулей влияет на источники бактерий. Например, микробы из пищи наиболее заметны в узле 1, используемом для приема пищи, а микробы из кала и мочи преобладают в узле 3, где находится туалет.

#### Уникальная химическая среда МКС
Аналогично микробным профилям, модули МКС демонстрируют специфические химические сигнатуры. Химический анализ выявил присутствие промышленных материалов (например, перфторалкильные и полифторалкильные соединения), поверхностно-активных веществ и дезинфицирующих средств, соединений растительного и пищевого происхождения, метаболитов человека и микроорганизмов.
Интересно, что концентрация дезинфицирующих средств положительно коррелировала с бактериальным филогенетическим разнообразием, что требует дальнейшего изучения причинно-следственной связи.

##### МКС как экстремальная антропогенная среда
Сравнение микробиома МКС с другими земными средами показало, что станция представляет собой экстремальный пример промышленной среды с ограниченным микробным разнообразием и выраженным антропоцентрическим микробным составом. МКС демонстрирует заметное снижение филогенетического разнообразия по сравнению с естественными и даже городскими средами на Земле.
На МКС отсутствуют свободноживущие наземные микроорганизмы (медианный вклад: почва = 0,0014, пресная вода = 0,0010, соленая вода = 0,0013), что указывает на лишение астронавтов микробных воздействий, типичных для Земли. Это может иметь последствия для здоровья экипажа, учитывая роль разнообразных микробных воздействий в формировании здоровой иммунной системы.

###### Последствия для здоровья астронавтов
Метагеномный анализ выявил присутствие генов антимикробной резистентности и геномов высокого риска, включая патогены ESKAPE (Enterococcus faecium, Staphylococcus aureus, Klebsiella pneumoniae, Acinetobacter baumanii, Pseudomonas aeruginosa, Enterobacter spp.)  и такие вирусы как гамма-герпесвирус 4 (вирус Эпштейна-Барр) и альфа-герпесвирус 1 (вирус простого герпеса). Сравнительный геномный анализ показал, что бактериальные виды с МКС филогенетически отличаются от своих земных аналогов и демонстрируют более высокое разнообразие генов антимикробной резистентности.

### Методы микробиологического мониторинга
Современные методы микробиологического мониторинга на космических станциях включают культуральные и некультуральные подходы, а также технологии секвенирования.
Культуральные методы остаются стандартом для обнаружения микроорганизмов в наземных и орбитальных условиях благодаря отработанным процедурам и нормативам. Однако их применение в космосе сопряжено с ограничениями: риск биологической безопасности из-за размножения микроорганизмов, длительность анализа (2–7 суток), невозможность оперативной идентификации патогенов и необходимость использования питательных сред, что увеличивает затраты на логистику. Контроль микробного загрязнения включает отбор проб воздуха, поверхностей и воды с помощью аэро- и поверхностных пробоотборников. Например, на МКС используются модули Microbial Air Sampler (США) и «Экосфера» (Россия), где микроорганизмы осаждаются на питательные среды (агар с трипсином сои для бактерий, среда Чапека для грибов). Полученные образцы культивируются в заданных условиях (37 °C для бактерий, 28 °C для грибов) с последующей транспортировкой на Землю для идентификации.
Некультуральные методы направлены на оперативность и безопасность. Среди них:
- АТФ-биолюминесценция для оценки биомассы по уровню аденозинтрифосфата (АТФ). Технология апробирована на станции «Мир» и китайских кораблях «Шэньчжоу».
- Портативные детекторы (например, LOCAD-PTS), выявляющие микробы через цветовые реакции с реагентом, содержащий лизат амебоцитов Limulus.
- Наночастицы золота, функционализированные антителами, для визуального обнаружения патогенов (например, Staphylococcus aureus) за 10 минут.
- Микрофлюидные ПЦР-системы, обеспечивающие миниатюризацию и автоматизацию. Такие устройства использовались на МКС для изучения мутаций генов в космических условиях.

Технологии секвенирования эволюционируют от первого поколения (метод Сэнгера) к высокопроизводительным платформам.
- Первое поколение (1977 г.) обеспечивает точность 99,999% и длину чтения до 1000 п.н., но требует выделения чистых культур. Микрофлюидные чипы (например, разработки Пекинского технологического института) позволили проводить ПЦР и секвенирование на орбите.
- Второе поколение (NGS) включает метагеномный анализ и ампликонное секвенирование, что расширяет возможности изучения микробиома. Миниатюризация устройств (Illumina iSeq™ 100, BGI MGISEQ-200) открывает перспективы для их использования в космосе.
- Третье поколение (Nanopore MinION) обеспечивает одномолекулярное секвенирование в реальном времени. В 2016 г. на МКС впервые секвенировали ДНК бактерий и вирусов с помощью MinION, что подтвердило возможность оперативного генетического анализа в условиях микрогравитации.

Развитие компактных и надежных секвенаторов, адаптированных к космическим условиям, позволит реализовать непрерывный мониторинг микрофлоры и оценку её динамики, что критически важно для долгосрочных миссий.

## Космическая радиобиология
Космическая радиобиология изучает влияние космического излучения на жизнедеятельность земных организмов в условиях космического пространства и при полетах на космических летательных аппаратах, биологические системы жизнеобеспечения на космических кораблях и станциях; одно из направлений радиобиологии и тесно связано космической биологией.

## Биорегенеративные системы жизнеобеспечения
Биорегенеративные системы жизнеобеспечения (БСЖО, Bioregenerative Life Support Systems, BLSS) — комплекс биологических и технических компонентов, предназначенный для замкнутого цикла ресурсов в космических миссиях. Основу таких систем составляют высшие растения, выполняющие многофункциональную роль: в процессе фотосинтеза они производят кислород, поглощают углекислый газ и обеспечивают экипаж пищей. Расчёты показывают, что 20–25 м² посевов могут покрыть потребность одного человека в кислороде, а 50 м² — в калориях. Микробные организмы в биореакторах перерабатывают отходы и регенерируют питательные вещества, как в системе ACLS Европейского космического агентства (ЕКА) на МКС, которая извлекает 50% кислорода из выдыхаемого CO₂, сокращая зависимость от земных поставок воды. В большинстве существующих БСЖО лишь часть ресурсов (например, 20–30% пищи) производится внутри системы, остальное доставляется с Земли.
Перспективные разработки включают альтернативные источники пищи, например, съедобных насекомых и культивируемое мясо, для повышения устойчивости длительных миссий. Концепция БСЖО имитирует природные экосистемы, создавая искусственные среды с симбиотическими взаимосвязями между растениями, микроорганизмами и, возможно, насекомыми для достижения саморегуляции. Ключевые технологические вызовы связаны с эффективной утилизацией отходов, биодоступностью рециклированных нутриентов, стабильностью атмосферы и надёжностью работы компонентов в экстремальных условиях космоса. Несмотря на прогресс в отдельных элементах, интеграция их в полностью замкнутую систему остаётся приоритетом исследований, требующим совершенствования методов контроля и понимания долгосрочной динамики искусственных экосистем.
Для полностью автономных миссий, исключающих дозаправку, необходимы системы с почти полным циклом регенерации. Примером служат: концепция MELiSSA (Европейское космическое агентство), включающая пять взаимосвязанных модулей с различными организмами: от анаэробных бактерий, разлагающих отходы, до фотосинтезирующих водорослей, производящих кислород; проекты NASA — Биосфера-2 (1991), Breadboard и тесты BioPlex с участием экипажей); китайский эксперимент «Лунный дворец 365» (2017), достигший 98% автономности за год. Международное сотрудничество NASA, ESA и других агентств направлено на переход от физико-химических систем к биологическим, что позволит минимизировать зависимость от земных ресурсов. Этот подход, предполагающий регенерацию воды, воздуха и пищи in situ, критически важен для лунных баз и марсианских экспедиций, где полная замкнутость цикла становится технологическим императивом.

## Межзвездная космическая биология
Проект Starlight, разрабатываемый NASA в рамках программы Innovative Advanced Concepts, представляет собой инициативу по изучению межзвёздного пространства с использованием межзвездных зондов, разгоняемых до релятивистских скоростей (около 25% скорости света) с помощью лазерных массивов. Основная биологическая задача проекта включает исследование устойчивости организмов к экстремальным условиям — радиации, микрогравитации и вакууму — для оценки их выживаемости при межзвёздных перелётах. В эксперименты включены криптобиотические виды, такие как тихоходки (способны впадать в анабиоз с метаболизмом 0,01% от нормы и переносить до 1000 Гр радиации благодаря белку Dsup), нематоды C. elegans (быстрый жизненный цикл, генетическая податливость), цианобактерии Nostoc, выживающие в вакууме, и радиорезистентная Deinococcus radiodurans. Технологическая реализация предусматривает защиту образцов в тыловой части зонда, оснащение лазерными системами связи и теплофотоэлектрическими батареями. Этические аспекты связаны с риском биологического загрязнения экзопланет и созданием «генетических ковчегов» — цифровых архивов земной биосферы (ёмкость до 1 ПБ/г при ДНК-кодировании). Несмотря на нерешённые проблемы (например, торможение на подлёте), проект открывает перспективы для изучения абиогенеза в космосе и формирования резервных биологических систем.

## Биологические спутники
Центр NASA Ames разработал шесть биологических спутников CubeSat, начиная с GeneSat-1 в 2006 году, и заканчивая EcAMSat (первый 6U CubeSat) в 2017 году. Спутники CubeSat (миниатюрные спутники, состоящие из одного или нескольких 10-см кубических модулей) запускались для изучения экспрессии генов (GeneSat-1), реакции дрожжевых клеток на фунгицид (PharmaSat, 2009), адаптация бактерий и изменения органических молекул (O/OREOS, 2010), измерения концентрации кальция в спорах папоротника (SporeSat, 2014) и устойчивости к антибиотикам (EcAMSat, 2017). Кроме того DIDO-2 (запущен в 2017 году) и DIDO-3 (запущен в 2020 году), изучали ферментативные реакции и устойчивость бактерий к антибиотикам в условиях микрогравитации.
Новейший спутник BioSentinel, запущенный 16 ноября 2022 года в рамках миссии Artemis 1, представляющий собой 6U CubeSat, стал первым биологическим аппаратом, предназначенным для экспериментов в глубоком космосе, и был оснащен 288 микроячейками для изучения реакции ДНК дрожжей Saccharomyces cerevisiae на космическую радиацию.